# Edi Nägeli
Edwin «Edi» Nägeli (* 13. August 1912; † 6. Dezember 1979) war von 1957 bis zu seinem Tod 1979 Präsident des Schweizer Fussballvereins FC Zürich.
Unter Nägeli erlebte der FCZ seine erfolgreichste Zeit, sechs Schweizer Meistertitel und fünf Schweizer Cupsiege wurden errungen. Durch seine Erfolge als Präsident des FC Zürich und als Besitzer der bekannten Läden «Naegeli zum Tabakfass» war er ein allseits bekanntes Original, immer mit Hut und mit einem Stumpen im Mund anzutreffen (darum vom Volksmund auch «Stumpen-Edi» genannt).
Nach seinem Tod wurde 1980 zu seinem Gedenken das Edi Nägeli Gedenkturnier in Zürich ausgespielt. Der FC Zürich, der Grasshopper Club Zürich, Leeds United und Eintracht Frankfurt trafen im Letzigrund aufeinander, und die Frankfurter gewannen das Turnier durch den Finalsieg gegen GC.